# Harry Mens

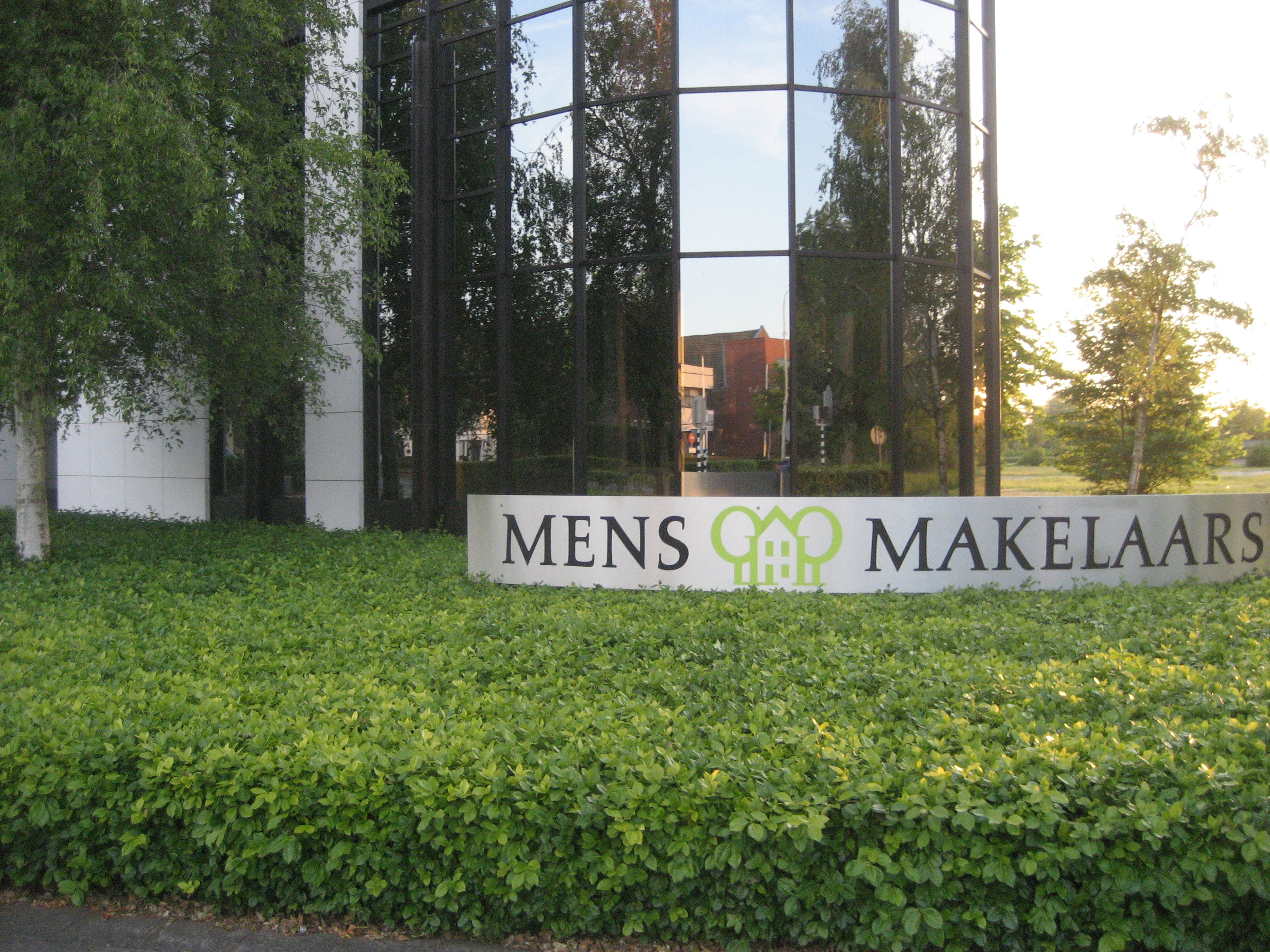
Mens Makelaars (Lisse)

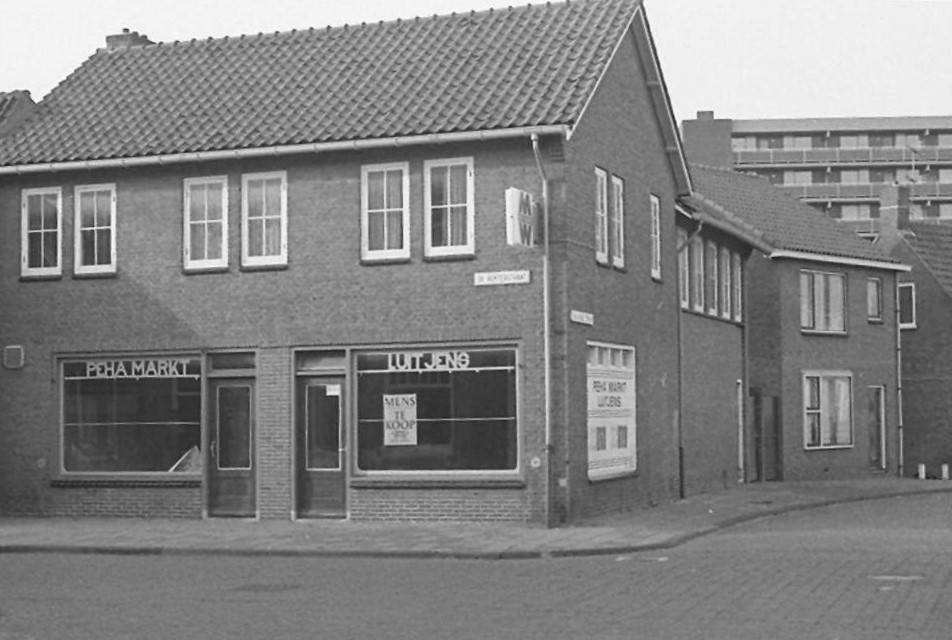
Mens te koop, op een bedrijfspand in Noordwijk, 1981

Hermanus Clemens Maria (Harry) Mens (Lisse, 29 januari 1947) is een Nederlandse makelaar, televisiepresentator en voormalige politicus voor de Katholieke Volkspartij (KVP).

## Levensloop
Mens werd geboren te Lisse in een rooms-katholiek gezin. Tijdens zijn jeugd overleed zijn vader. Mens moest diens rol als gezinshoofd overnemen. Hij begon als handelaar in bloembollen en werd later makelaar in onroerend goed. Ook nam hij op 23-jarige leeftijd zitting in de gemeenteraad van Lisse, namens de Katholieke Volkspartij. Mens, die zichzelf "te rechts voor de KVP" noemde stapte later over op de VVD. Zijn kantoor heet Mens Makelaars en is gevestigd in Lisse. Anno 2009 bemiddelt Mens vooral in bedrijfsmatig vastgoed en exclusieve woonobjecten in het hogere segment van de markt. Daarnaast haalde hij de tenor Luciano Pavarotti naar Nederland. Hij publiceerde in 1997 een autobiografie (Als een Mens iets wil). Mens heeft diverse contacten in de beleggings- en vastgoedsector.
Mens was persoonlijk bevriend met Pim Fortuyn, die hij vele malen ontving in zijn programma. Hij was een belangrijk financier van diens partij Lijst Pim Fortuyn. In Het jaar van Fortuyn werd hij gespeeld door Niek Barendsen.
Hij kwam in het nieuws doordat hij naast zijn wettige echtgenote met een tweede vrouw leeft, met wie hij ook dochters heeft. Mens heeft uit drie relaties vijf dochters en is grootvader. Zijn dochter Suze Mens treedt regelmatig op als presentatrice in het televisieprogramma Business Class.

## Business Class
Bij televisiekijkers is Mens vooral bekend als presentator van het televisieprogramma Business Class. Dit programma wordt sinds 1998 op zaterdag in de Hotels van Oranje (Grand Café 't Elfde Gebod) te Noordwijk opgenomen en wordt op zondagochtend en -avond uitgezonden door RTL7. Een deel van de gasten koopt een plekje in het programma, waarbij men zelf de vragen kan aangeven. Onder de gasten hebben zich dubieuze figuren bevonden. De fraudeurs achter Palm Invest en Easy Life kochten bij Mens zendtijd. De vermoorde Willem Endstra was vlak voor zijn dood nog te gast in het programma en liet daar weten niets te maken te hebben met de onderwereld.
Op 13 juni 2010 kwam Mens in opspraak toen hij in zijn programma Business Class stelde dat informateur en voorzitter van de Eerste Kamerfractie van de VVD Uri Rosenthal 'een soort lobby' had opgetuigd met plaatsvervangend burgemeester van Amsterdam Lodewijk Asscher (PvdA) en PvdA-leider Job Cohen. Mens wees er op dat ze alle drie Jood zijn en sprak van een Joodse samenzwering. In de wandelgangen zou hij hebben gehoord dat ze met elkaar een 'kongsi' hadden gevormd om tot Paars kabinet te komen.
In augustus 2011 liet Mens weten dat hij in juni van dat jaar een nepgast in zijn programma had. Onder de naam van ondernemer Oscar van der Laan kocht TV Lab (pilot-uitzending van VARA's Rambam) voor 14.500 euro via tv-productiebedrijf CCCP een item in het praatprogramma. Deze 'ondernemer' presenteerde in de uitzending zijn bedrijf Caxza, gespecialiseerd in het maken van kleding uit koeienmest.
Op 7 oktober 2020 won Harry Mens de Lifetime Achievement Award, de 'tv-persoonlijkheid die niet van de buis te slaan is', van De TV Knollen; een prijs voor slechte tv-programma’s.

## Schikking met OM
In 2012 trof Mens een schikking met het Openbaar Ministerie wegens het opmaken van een valse factuur. Hij betaalde een boete van 20.000 euro en zijn bedrijf, Mens Makelaardij, betaalde een boete van 80.000 euro. Het functioneel parket kwam de factuur tegen in het kader van het Klimop-onderzoek. De onderneming zou een factuur van anderhalf miljoen euro hebben verzonden aan Bouwfonds voor werkzaamheden die niet waren verricht. De schikking bestond ook uit het betalen van 650.000 euro aan Rabo Vastgoedgroep, waar Bouwfonds onderdeel van is.

## Crematorium
In september 2016 opende Mens Crematorium Duin & Bollenstreek. Daarvoor is een bestaande bollenschuur in Lisse omgebouwd tot crematorium.